# Catherine Lloyd Burns
Catherine Lloyd Burns (* 19. April 1961 in New York City, New York) ist eine US-amerikanische Schauspielerin. Burns ist bekannt für ihre Nebenrolle der Caroline Miller in der ersten Staffel von Malcolm mittendrin.

## Karriere
Ihr Debüt als Schauspielerin in Film und Fernsehen hatte sie 1991 in einer Folge von Law & Order. Darauf folgten weitere Auftritte in Serien wie Party of Five und Emergency Room – Die Notaufnahme. 1998 bekam sie eine der Hauptrollen in der 18-teiligen Sitcom LateLine an der Seite von Al Franken und Sanaa Lathan. 2000 wurde sie für die Rolle der Caroline Miller, der Lehrerin von Malcolm (Frankie Muniz) in Malcolm mittendrin, gecastet, welche sie während der ersten Staffel spielte. Durch diese Rolle wurde sie weltweit bekannt. Danach verließ sie die Serie wegen ihrer Schwangerschaft, trotzdem hatte sie noch zwei Gastauftritte in der zweiten Staffel. Filmrollen spielte sie unter anderem in den Filmen Die Nacht mit meinem Traummann (1993), Ein Engel für Sam (1995), Die Kriegsmacher (1997) und Keeping the Faith – Glauben ist alles (2000).
Burns heiratete den Schriftsteller und Produzenten Adam Forgash und hat mit ihm zusammen ein Kind.

## Filmografie
als Schauspielerin
- 1991: Law & Order (Fernsehserie, eine Folge)
- 1993: Die Nacht mit meinem Traummann (The Night We Never Met)
- 1994: All-American Girl (Fernsehserie, eine Folge)
- 1994: Party of Five (Fernsehserie, eine Folge)
- 1995: Emergency Room – Die Notaufnahme (ER, Fernsehserie, eine Folge)
- 1995: Partners (Fernsehserie)
- 1995: Ein Engel für Sam (Dad, the Angel & Me, Fernsehfilm)
- 1996: Michael
- 1996: Public Morals – Die Rotlicht-Cops (Public Morals, Fernsehserie, eine Folge)
- 1997: Ned & Stacey (Fernsehserie, eine Folge)
- 1997: Die Kriegsmacher (The Second Civil War, Fernsehfilm)
- 1997: Dilbert's Desktop Games (VG)
- 1998: Mafia! – Eine Nudel macht noch keine Spaghetti! (Jane Austen’s Mafia!)
- 1998–1999: LateLine (Fernsehserie, 17 Folgen)
- 1999: Turbulenzen – und andere Katastrophen (Pushing Tin)
- 2000: Everything Put Together
- 2000: Glauben ist alles! (Keeping the Faith)
- 2000: Malcolm mittendrin (Malcolm in the Middle, Fernsehserie, 15 Folgen)
- 2003: Disposal (Kurzfilm)
- 2005: Baxter – Der Superaufreißer (The Baxter)
- 2006: Drive/II (Fernsehfilm)
- 2007: Dedication
- 2007: The Last New Yorker
- 2013: Adult World

als Drehbuchautorin
- 2000: Everything Put Together

## Auszeichnung
Independent Spirit Awards
- 2001: Nominierung für den Independent Spirit Award in der Kategorie Bester Film (Best Feature - Under $500,000) für Everything Put Together